# Andreï Pavlovsky
Pour les articles homonymes, voir Pavlovsky.
 (janvier 2024).
Si vous disposez d'ouvrages ou d'articles de référence ou si vous connaissez des sites web de qualité traitant du thème abordé ici, merci de compléter l'article en donnant les références utiles à sa vérifiabilité et en les liant à la section « Notes et références ».
Andreï Rostislavovitch Pavlovsky (né le 25 juillet 1962 à Moscou) est un peintre russe, concepteur, membre de l'Union des artistes de Moscou (ru), membre de la Fédération Internationale des artistes de l'UNESCO (IFA), membre de la Société philosophique russe.

## Biographie et activités
Né dans une famille d'ingénieur militaire et de médecin.
La plus grande influence sur la formation de l'esthétique ont été exercées par les artistes, Dmitry Chouvalov (1932-2013), professeur à Moukhine l'École supérieure des arts industriels de Leningrad (maintenant Académie d'art et d'industrie Stieglitz) et Serafim A. Pavlovsky (1903-1989) (un homonyme) promu de VHUTEMAS.
1984 : Premières expositions (peinture et graphiques). Participé à de nombreuses expositions d'art. Les peintures sont dans les collections privées en Russie, Allemagne, États-Unis, Suède.
1986 : Le début de l'activité créatrice dans le domaine de la conception et l'impression de la publicité et la présentation des produits
Collaboration avec le Comité central du Komsomol, le Centre Namin Stas (SNC), studio d'enregistrement "Melody", maison d'édition « Raduga” (Arc en ciel), la salle centrale de concert "Russie", MosConcert, la Philharmonie d'État de Moscou, Corporation "MiG", VNPO "électronique" et d'autres organisations. Concepteur de Concours « La beauté de Moscou ». Auteur de dizaines d’affiches et de posters commerciales des grandes personnalités pop et du show-business. 
Années 1987-1990 : enseigne dans le Studio de l'esthétique de la perception visuelle "Studio A", développement et la mise en œuvre de méthodes visant à préparer " Le Spectateur"
Période post-soviétique : travaux sur les ordres du bureau du gouvernement de la fédération de Russie, le ministère du Développement économique et du Commerce de la fédération de Russie, la coopération avec les revues « ELLE », « ELLE-Décor », « MoulinRouge », « ENTOURAGE », « Mezzanine », l'agence russe d'information "Actualités".
Concepteur de la publicité de production représentatives d'activités tel que « Journées de Moscou" à Varsovie, Prague, Madrid, Budapest (réalisateur et producteur - Sergei Vinnikov), Vienne, festivals de musique "Étapes vers Parnassе", "MuzEko-90" et bien d'autres. 
2002 : Organisateur et chef artiste de l'association des artistes créateurs « Groupe d'artistes M'Art", opérant sur le marché de la conception de la publicité à Moscou et en Russie.
Сurateur des projets d'art et d'exposition (la dernière fois, de projet - "Portrait de la science au tournant des époques. Moïse Nappelbaum (de), Alexandre Marov" en Centre d' État de la Photographie de Saint-Pétersbourg (2007) et le Musée polytechnique (2008).

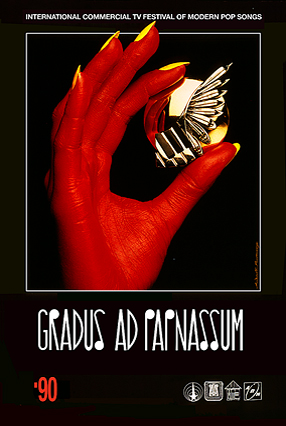
Affiche pour le festival international de télévision de la chanson moderne, 90x60 cm, (1990)
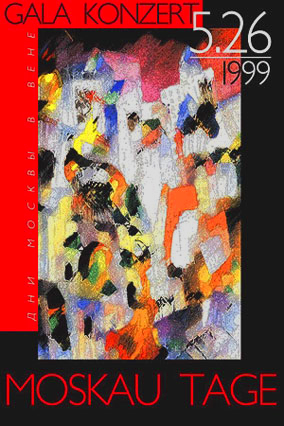
Affiche pour "Moscou jours" à Vienne, 100x70 cm, (1999)
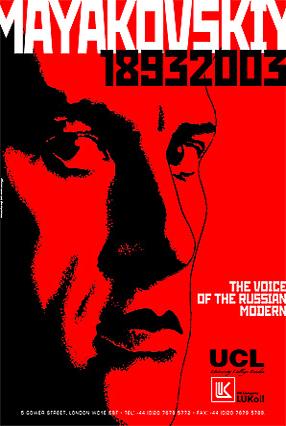
Poster pour les Soirées de Littérature à Londres, 100x70 cm, (2003)
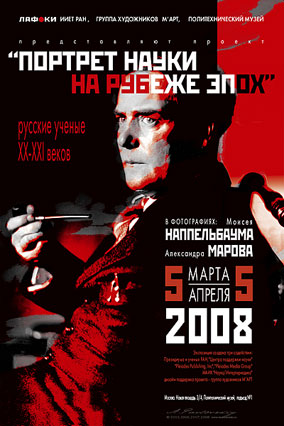
Photo-exposition d'affiches, 90x60 cm, (2005-2008)

## Certains projets
- Projet "Russie - Planète espaces" M. 2002. Client - gouvernement de la fédération de Russie. Ed, RIA "Novosti" (producteurs: Alexei Voline, Kuzma Mikhailov) circulation générale en cinq langues - 50 000 exemplaires.
- Album en édition Deluxe "Le ministère du Développement économique et du Commerce. 1802-2002 "M. 2002. Client - MDEC FR. Ed, RIA "Novosti" - 10 000 exemplaires.
- Tchétchénie. Questions & Ansvers. [1] M. 2003. Client - administration du président de la federation de Russie M.: RIA "Novosti". 6 langues. Tirage total -12 000 exemplaires.
- Concepteur en chef de Prix “ Booker russe " 2004 (2005). Client - "Russie ouverte" - "Booker russe".
- Le projet "Un jour, nous rappelons qu'il » M. 2005 Client - MDEC FR, Ed. MDEC FR -5000 exemplaires.
- Projet United Technologies en Russie de 2002 à 2006. Client - UT International Operations (producteur - Natalia Sorokina), 4 publications dans les deux langues, la circulation totale d'environ 10 000 exemplaires.
- Projet "FOI, PUISSANCE, VICTOIRE" - 15 ans IFC "DINA » M. 2006-2008 client - IFC "DINA" - 5000 exemplaires.
- Affiches souvenirs pour Laura Quint, Alla Pugacheva, les groupes: "Brigada S », RONDO, « La corrosion du métal  », Scorpions, etc. Publication régulière des pages de publicité dans ELLE, ELLE-Decor, AD, « Mezzanine ». MoulinRouge, ENTOURAGE

## Peinture
L'artiste a commencé comme un peintre. La peinture lui donne de l'espace pour le repos de conflits modernes de design créatif et sert de plate-forme pour la recherche dans le domaine de la couleur, des proportions, et de la composition. Ça lui aide à créer les principes fondamentaux (la base) de la conception d'Andrey Pavlovskiy. L'artiste s'en tient à la tradition esthétique russe du XXe siècle. Il la projette avec succès dans ses travaux de design modernes et ses peintures. Bien qu’il n’ait pas une quantité immense de peintures elles éclatent toutes de l'amour de la couleur et du respect pour les maîtres du passé.

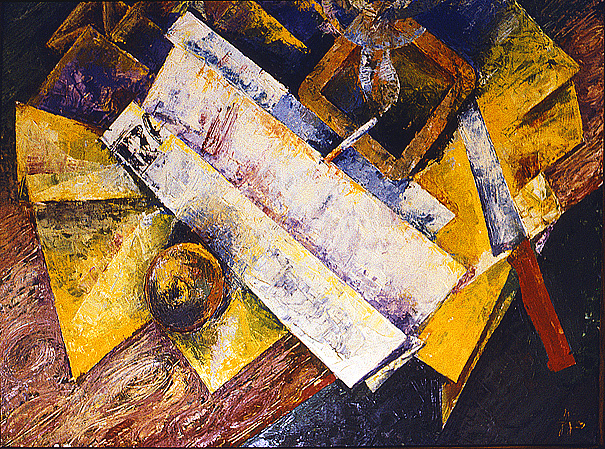
Nature morte avec la "PRAVDA", huile sur toile, 90x110 cm, 1991
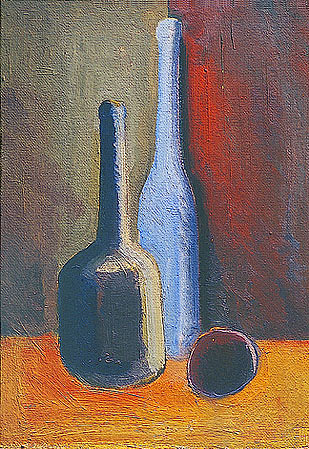
La vie de bonbonne bleu, huile sur contreplaqué, 80x70 cm, 1998
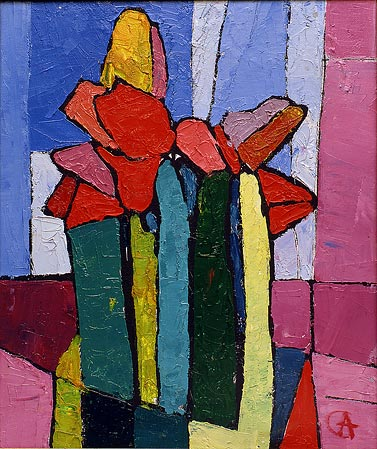
Des fleurs sur la fenêtre, huile sur toile, 100x80 cm, 2001
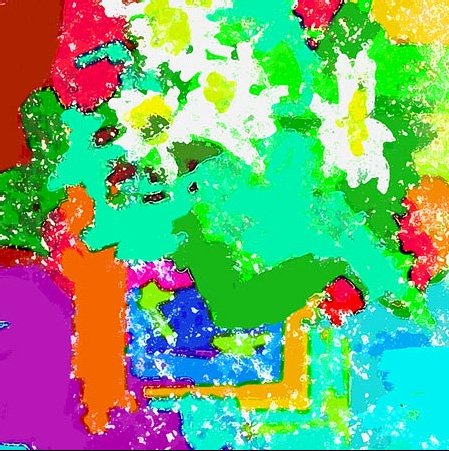
Nature morte matinal, monotype, 70x70 cm, 2004